# Dynastie hassidique Habad-Loubavitch
Le hassidisme H'abad ou de Loubavitch (hébreu : חסידות חב'ד Hassidout Haba'd, Haba'd étant l'acronyme de Hokhma Bina Da'at, « sagesse, compréhension, savoir ») est l'une des branches principales du hassidisme contemporain.
Il est fondé au XVIIIe siècle par le rabbin Shneur Zalman de Liozna, dit l’Alter Rebbe, qui tient sa cour à Liozna, puis déménage à Liadi, un village en Biélorussie.
Dovber Schneuri déplace le centre du mouvement à Lioubavitchi qui demeure le centre de Habad jusqu'à ce que, fuyant la guerre et le nazisme, Yossef Yitzchok Schneersohn, sixième rebbe du mouvement, établisse sa synagogue à New York.
Le hassidisme Habad acquiert sous l'impulsion de Menachem Mendel Schneerson, le septième et dernier rebbe de la dynastie, une importance sans précédent au sein du judaïsme orthodoxe : Habad développe des institutions dans environ 950 villes à travers le monde et, au début du XXIe siècle, on estime le nombre de ces institutions à 3 300,. Réparties dans 75 pays, elles fournissent des activités de sensibilisation et d'éducation pour les Juifs dans les centres communautaires juifs, les synagogues, les écoles et les camps de vacances. En 2007, 1 350 établissements ont été répertoriés dans l'annuaire Habad.
Le septième rebbe introduit depuis son centre de Crown Heights de nombreux changements dans la politique sociale du mouvement et dans sa doctrine même. Il suscite une telle vénération parmi ses disciples que nombreux sont ceux qui voient en lui le Roi Messie, même après sa disparition, ce qui cause actuellement une certaine division au sein du mouvement.

## Histoire de Loubavitch
Le mouvement naît à Liozna en Biélorussie, alors partie de l'Empire russe. Les racines de Habad remontent aux origines du judaïsme hassidique.

### Rabbis de Loubavitch
- Rabbi Shneur Zalman de Liadi 1745 - 1812, fils du Rabbi Boruch, élève de Dov Baer de Mezeritch et de Menachem Mendel de Vitebsk, est le fondateur de la branche Chabad du hassidisme. Il précise la direction de son mouvement et influence le hassidisme à travers son principal ouvrage le Tanya, qui est essentiellement mystique et dans la lignée du Zohar, ainsi que son travail sur la Loi juive le Shulchan Aruch HaRav. Il est reconnu comme poseq (autorité rabbinique en matière de Loi Juive), et est souvent cité dans d'autres travaux importants tel que le Mishnah Berurah et le Ben Ish Chai. Les noms « Schneersohn » et « Schneerson » sont utilisés comme patronymes par les descendants de Shneur Zalman. La première forme de ce nom est « Shneuri » (forme grammaticale hébraïque signifiant, qui est relatif à Shneur). Elle se transforme plus tard en « Schneersohn ».

- Rabbi DovBer Schneuri (1773-1827), fils du rabbin Shneur Zalman. Connu comme le Mitteler Rebbe. Il est l'auteur de nombreux ouvrages, qui visent à classer et rendre accessibles les occupations mystiques, en particulier les différents états de méditation dans la prière. Son magnum opus Sha'ar HaYichud explique le concept de l'unité de Dieu avec l'univers.

- Rabbi Menachem Mendel le Tsemah Tzedek (1789-1866), petit-fils du rabbin Shneur Zalman, neveu et gendre de DovBer [réf. nécessaire], connu pour ses responsa publiées sous le titre de Tsemah Tzedek [réf. souhaitée]. Il est un poseq hassidique majeur. Il édite et annote de nombreuses œuvres de l'Alter Rebbe, ainsi que ses propres œuvres mystiques. Il est politiquement actif dans la résistance à la Haskala en Russie, et à cette fin il s'allie avec le rabbin Yitzchok de Volozhin, un des leaders des mitnagdim.

- Rabbi Shmouel Schneersohn (1834-1882), le plus jeune fils du rabbin Menachem Mendel, connu comme « le Rabbi Maharash ». Sa citation la plus célèbre est : « Lechatchila ariber » ne pas se soucier des obstacles, passer au-dessus d'eux[7]. Il est politiquement actif dans la défense des intérêts juifs contre les éléments antisémites dans le gouvernement du tsar[8].

- Rabbi Sholom Dovber Schneersohn (1860-1920), fils de Shmouel, connu comme « le Rabbi Rashab ». Il fonde le réseau des yeshivot Tomchei Temimim et s'oppose au sionisme laïque et religieux. Ses longues dissertations sur la Hassidout (Ma'amarim) sont étudiées dans les écoles talmudiques Habad et sont essentielles pour une compréhension de la Hassidout.

- Rabbi Yossef Yitzchok Schneersohn (1880-1950), fils unique de Sholom DovBer [réf. nécessaire], connu comme le « Rabbi Rayatz » ou le « Frierdiker Rabbi » (yiddish : Précédent Rabbi). Il est le premier Rabbi de Loubavitch à visiter les États-Unis, il s'y installe plus tard. Suivant la tradition de ses prédécesseurs, il écrit des ma'amarim longs et complexes, mais également des ma'amarim de base pour les débutants. Il tient un journal dans lequel il enregistre les récits hassidiques qu'il entend. De nombreux extraits de ce journal sont publiés, et sont une importante source de connaissances à la fois sur l'histoire juive hassidique en général ainsi que sur l'histoire de Habad en particulier.

- Rabbi Menachem Mendel Schneerson (1902-1994), descendant en ligne paternelle (sixième génération) de Menachem Mendel et gendre du Rabbi précédent, Yossef Yitzchok Schneersohn. Il réussit à élargir les rangs de Habad et la diffusion du judaïsme orthodoxe en général. Même après sa mort, il est vénéré comme le chef de file du mouvement Habad.

#### Branches hassidique Habad qui n'ont pas survécu
Au fil du temps, Habad se sépare en plusieurs dynasties. Lorsque l'Alter Rebbe meurt, beaucoup de ses partisans suivent l'un de ses meilleurs élèves, le rabbin Aharon HaLevi de Strashelye. Il est le disciple le plus proche de Shneur Zalman depuis plus de trente ans. Alors que beaucoup d'autres sont devenus disciples du Mittler Rabbi, l'école de pensée hassidique Strashelye fait l'objet d'un grand nombre de discours du Mittler Rebbe.
À la quatrième génération du hassidisme Habad, les autres fils du Tsemah Tzedek se proclament Rebbes. Le rabbin Shmouel Schneerson, le plus jeune fils du Tsemah Tzedek, est celui qui le remplace selon le Testament de son père [réf. souhaitée]. Les autres frères se déplacent vers d'autres lieux et gèrent leurs propres cours hassidiques.
Les cinq fils sont, par ordre d'âge :
- Le fils aîné, le rabbin Baruch Shalom qui ne se proclame pas Rabbi (son arrière-petit-fils est le dernier Rabbi de Loubavitch)
- Le deuxième fils, le rabbin Yehuda Leib Schneersohn (MahariL, acronyme de « Moreinu HaRav Yehouda Leib » [réf. nécessaire]) devient le Kopuster Rabbi.
- Le troisième fils, le rabbin Yisrael Noach Schneerson de Nizhyn (Maharin), se proclame Rabbi d'une partie des Habad-Loubavitch.
- Le quatrième fils, Le rabbin Haim Shneur Zalman de Liadi, se proclame rabbi.
- Le cinquième fils du Tzedek Tsemah, le rabbin Yossef Its'hak Schneerson (à ne pas confondre avec Yossef Yitzchok Schneersohn qui sera le sixième Rabbi), ouvre aussi une cour hassidique qui n'a toutefois pas le style de Habad, mais plutôt celui des hassidim de Tchernobyl.

Ces mouvements se sont éteints.

### Shneur Zalman de Liadi
Shneur Zalman de Liadi est le fondateur du hassidisme Habad. Sa formation est dans l'étude traditionnelle du Talmud plutôt que dans le hassidisme. Il est le plus jeune disciple de Rabbi Dovber de Mezeritch, le principal disciple et successeur du Baal Shem Tov, fondateur du hassidisme. Il est nommé rabbin de la ville de Liozna et plus tard de Liadi. L'Alter Rebbe devient non seulement le chef de son propre mouvement hassidique, mais une figure majeure dans le hassidisme en général grâce à ses écrits. Il est le premier à codifier la philosophie du hassidisme d'une manière globale et le premier Hassid à écrire un livre de Halakha. Il est le plus éminent représentant du hassidisme tout le long de sa vie, et son influence sur le mouvement est profonde. Il éloigne le mouvement de l'obscurantisme et le dirige vers des formes plus traditionnelles de l'étude. Habad change l'école de pensée du hassidisme, ce qui donne le prestige au mouvement Habad.
Il appuie le tsar contre Napoléon lors de l'invasion française de la Russie (1812) affirmant que l'émancipation des Juifs entraînerait un relâchement dans le respect de la tradition. Il meurt en 1812, fuyant Napoléon, sans vraiment désigner de successeur.

### Doctrine du hassidisme Habad selon l'Alter Rebbe
Contrairement au hassidisme à ses débuts, la philosophie Habad met l'accent sur l’intellect plutôt que sur les émotions.
Le fondateur de la philosophie Habad, Shneur Zalman de Liadi, met au point un système intellectuel et une approche pour le judaïsme destinés à répondre aux critiques selon lesquelles le hassidisme est anti-intellectuel.
Grâce à une approche basée en partie sur la mystique juive, la philosophie Habad prône une démarche méthodique pour approcher Dieu.
La philosophie Habad intègre les enseignements de la Kabbale comme un moyen de faire face à la vie quotidienne.
Elle enseigne que tous les aspects du monde n’existent que grâce à l'intervention de Dieu.
Grâce à une démarche intellectuelle, Habad enseigne que l'on peut parfaitement contrôler tous ses penchants.

#### Habad
Selon le Tanya, l'intellect se compose de trois processus interdépendants : Hohma (חכמה: sagesse), Bina (compréhension), et Daat (savoir).
Alors que la philosophie d'autres branches du hassidisme repose principalement sur l'idée que « Dieu désire le cœur », Shneur Zalman fait valoir que Dieu désire aussi l'esprit, et que sans l'esprit, le cœur est inutile. Avec la philosophie Habad, il élève l'esprit au-dessus du cœur, en faisant valoir que «... la compréhension est la mère de... la crainte et de l'amour de Dieu. De cela naissent des connaissances et une profonde contemplation de la grandeur de Dieu ».
Selon le système de Shneur Zalman, la Hohma représente « la création dans sa première puissance, l'idée d'un monde fini comme il était lors de sa première création dans l'esprit divin. Binah est l'idée conçue dans ses moindres détails, le résultat de la contemplation. Daat est l'engagement à la création, le stade où l'idée devient une intention active ».
Donc, selon l'analogie Habad, Hohma est la naissance d'une idée dans l'esprit, Binah est la contemplation, et Daat est le début de l'actualisation de l’idée.
La philosophie Habad fait valoir que l'homme n'est ni statique ni passif et ne dépend pas des autres pour se connecter à Dieu.
Shneur Zalman rejette le concept faisant de la personne du Tsadik le point central de l'existence du hassid ; il plaide en faveur de la méritocratie où tout homme est capable de s’améliorer et tout Juif, à son avis, est capable de devenir un Tsadik.
Habad s'oppose à l’école du hassidisme Chagat (Hessed, Gevurah, Tiferet). Alors que tous les hassidim prêtent une grande importance aux émotions, Chagat voit les émotions comme une réaction à des stimuli physiques, tels que la danse, le chant ou la beauté. Shneur Zalman, lui, enseigne que les émotions doivent être dirigées par l'esprit, et donc, l'objet de la pensée Habad doit être l’étude de la Torah et la prière plutôt que l'ésotérisme et le chant.
Comme un talmudiste, Shneur Zalman ramène la Kabbale et le hassidisme sur une base rationnelle. Dans le Tanya, il définit son approche comme « מוח שליט על הלב » (« le cerveau domine le cœur »).

#### Tanya
L'ouvrage Tanya est l'Opus magnum du premier rabbin des Loubavitch, Shneur Zalman de Liadi. C'est le premier traitement schématique de la morale juive hassidique et de ses fondements métaphysiques. Le nom originel du livre est Sefer Shel Beinonim ou le Livre des intermédiaires. Il est également connu sous le nom de Likutei Amarim, c'est-à-dire recueil de citations.
Le Sefer Shel Beinonim analyse la lutte intérieure de l'individu et la voie de la résolution. Sa philosophie est fondée sur l'idée que l'homme en lui-même n'est pas mauvais, mais qu'en chaque individu, un conflit intérieur se caractérise par deux tendances différentes, le bien et le mal.

#### L'étude de la Torah
Shneur Zalman combat l'idée, prévalant dans les premières années du hassidisme, que le mouvement néglige l'étude du Talmud en se concentrant trop sur le mysticisme. Il soutient que le mysticisme, sans études talmudiques, ne vaut rien et serait même dangereux : « Sans l'étude du Talmud, l'esprit ne peut jamais être élevé, et lorsque l'esprit n'est pas élevé, l'âme se meurt ». Il affirme aussi que, « bien que la Torah doive être le centre de toute étude, il est également important d'intégrer ses enseignements dans la vie ».
Dans une lettre à Joshua Zeitlin de Chklow, Shneur Zalman écrit : « Les hassidim doivent aussi réserver du temps pour l'étude. La différence entre eux et les Mitnagdim est la suivante : ces derniers ont besoin de temps pour étudier mais sont limités par le temps, alors que les hassidim, dont la Torah est le chemin de vie, ne sont donc pas limités ». Shneur Zalman insiste sur le fait que la Torah doit être étudiée avec joie. Il expose une métaphore : quand une mitsva est accomplie, un ange est créé. Mais si la mitsva est faite sans joie, l'ange sera lui aussi abattu. Ainsi, alors que Shneur Zalman souligne l'importance de l'étude du hassidisme juif traditionnel, il déclare avec insistance que cela n'a pas de valeur si cela est fait sans joie.

#### Rôle du Rabbi
Dans ses premières formulations, la pensée hassidique élève le Rabbi à un niveau supérieur à celui du hassid typique. Le Rabbi est plus proche de Dieu et un hassid doit se contenter de s'attacher au Rabbi et donc, indirectement, à Dieu.
Le Rabbi est un exemple vivant de la perfection et se préoccupe de l'intellectualisme, au nom de ses disciples.
Habad souligne les responsabilités individuelles de chaque Juif : « Le Rabbi devient plus un enseignant et un conseiller qui reconnaît la vocation de chacun de ses disciples, en les guidant vers lui, en découvrant leurs forces et en se réjouissant de leurs réalisations ».
Selon la pensée Habad formulée par le Alter Rebbe, le Rabbi n'est pas un intermédiaire. Le Rabbi est certes plus près de sa communauté qu'un rabbin traditionnel mais il a plutôt le statut d'un superviseur que celui d'un être supérieur.
L'Alter Rebbe met l'accent sur la formation de ses disciples pour devenir spirituellement auto-suffisant. Ils doivent se tourner vers leur Rabbi pour lui demander des instructions plutôt que d'intervenir auprès de Dieu, pour des miracles ou des bénédictions.

#### Rôle du Hassid
Le hassidisme traditionnel exige que tous les hassidim participent personnellement à la diffusion de la Torah et du judaïsme et cherchent à intéresser leurs semblables juifs à leur religion.
Sholom Dovber Schneersohn dit : « un Hassid est celui qui se donne au profit d'autrui ». En plus, Habad préconise la pnimiout (intériorité): on ne doit pas agir superficiellement, dans un simple acte de foi, mais avec une profonde conviction.

### DovBer Schneuri
Schneuri se déplace avec les fidèles qui l'ont préféré à Aharon HaLevi de Strashelye dans la petite ville frontalière de Loubavitch. Il établit une Yeshiva Loubavitch, l'une des premières yeshiva hassidique.
Comme son père, il fait l'objet d'une arrestation en 1828. DovBer commence une campagne (en 1822 ou 1823?) pour inciter les Juifs à apprendre un métier et à travailler en usine. Il continue la voie philosophique de son père, encourageant l'étude de la Kabbale aux côtés de textes halakhiques traditionnels. Il sert de Rabbi durant 15 ans et meurt en 1827.

### Menachem Mendel Schneersohn
Menachem Mendel Schneersohn, petit-fils de l'Alter Rebbe, né en 1789, est connu comme le Tsemah Tzedek, d'après le titre de son responsa. En 1806, il épouse sa cousine germaine, la fille de DovBer, Chaya Mouchka, elle aussi née en 1789. À la mort de DovBer, il devient le premier candidat à sa succession. Après 3 ans d'interrègne au cours duquel il essaie de persuader les Hassidim d'accepter le fils de Dovber, Menahem Nachum, ou son frère Haïm Avraham, il accepte la direction du mouvement en 1831. Il est actif dans l'opposition à la Haskala. En représailles, les maskilim le calomnient plusieurs fois au gouvernement entre 1840-1842. Cependant, ses services à la couronne lui valent le titre de "citoyen honorifique héréditaire". Il sert de Rabbi durant 35 ans jusqu'à sa mort en 1866. Il est enterré à Loubavitch.

### Shmouel Schneersohn
Shmouel Schneersohn, le septième fils de Menachem Mendel, remplace son père après son décès et devient le Rabbi du mouvement, jusqu'à son propre décès en 1882. En tant que chef de file d'un mouvement hassidique de premier plan, il se bat contre les décrets antisémites en Russie et au-delà. À cette fin, il voyage dans différents endroits comme Saint-Pétersbourg, Kiev, la France et l'Allemagne.

### Sholom Dovber Schneersohn
Sholom Dovber Schneersohn, deuxième fils de Shmouel, intercède souvent au nom des Juifs auprès des autorités, dans un certain nombre de questions, notamment les lois de mai. À la mort de son père en 1882, il remplit une partie des fonctions de Rabbi, mais, par respect pour son frère ainé, Shneur Zalman Aharon, il n'accepte pas officiellement la direction jusqu'en 1892, quand celui-ci quitte Loubavitch pour Vitebsk. En 1897 il fonde la première Yeshiva Tomchei Temimim.
Il est un farouche opposant au sionisme et encourage les Juifs à travailler en usine ou dans l'agriculture. En 1912, lorsque l'Agoudat Israel est créée, il ne fait pas adhérer le mouvement à cette organisation. Il meurt en 1920, après presque 40 ans à la tête du mouvement.
Un de ses disciples, Rabbi Israel Landau, une fois converti au christianisme pour pouvoir résider à Saint-Petersbourg, devient le premier responsable de la censure tsariste sur les écrits et publications hébraïques,.

### Yossef Yitzchok Schneersohn
Yossef Yitzchok Schneersohn, fils unique de Sholom Dovber, prend en charge le mouvement, de la mort de son père jusqu'à sa mort en 1950. Il combat les bolcheviks, tentant de préserver la vie juive en Russie. En 1927, il est arrêté et emprisonné à la prison Spalerno à Leningrad, et condamné à mort pour propagation du judaïsme. Après des protestations internationales, sa vie est épargnée. Il fait une tournée mondiale dans les années 1930. En 1934, il retourne à Varsovie, déçu par la laïcité des États-Unis. Il reste à Varsovie avec ses Hassidim jusqu'à la capture de la ville par les nazis en 1940. Une lutte désespérée pour sauver sa vie s'ensuit. Finalement, il obtient l'immunité diplomatique, et arrive à New York en mars 1940, grâce à l'aide de l'amiral Wilhelm Canaris. La plupart des yeshivot Habad sont détruites par les bolcheviques et l'invasion nazie en 1941, et nombre de ses étudiants sont tués.
Il réimplante le mouvement à New York. En 1948, sur son instruction, Kfar Habad est établi en Israël.

#### Le dernier Rebbe de Loubavitch
Yossef Yitzchok Schneerson a trois filles, l'aînée, Chana, mariée au rabbin Shemaryahu Gurary (1898-1989). La deuxième fille, Chaya Mouchka, mariée au rabbi Menachem Mendel Schneerson. La plus jeune fille mariée à Mendel Hornstein, meurt à ses côtés dans la Shoah. À la mort de Yossef Yitzchok, Menachem Mendel Schneerson et Shemaryahu Gurary sont candidats à la succession. Schneerson est considéré comme moderne, alors que Gurary est problématique, car son fils unique, Barry Gurary, n'est pas très pratiquant. Un an après la mort de Yossef Yitzchok, Menachem Mendel devient le septième et dernier Rabbi de Loubavitch.

### Menachem Mendel Schneerson
En 1933, avec la montée au pouvoir du nazisme, Menachem Mendel Schneerson quitte Berlin pour Paris. En 1941, l'invasion de la France le fait quitter Paris pour la Zone libre. Son périple le conduit à Vichy puis à Nice. Il rejoint son beau-père à Crown Heights.
Lors de l'accession de Menachem Mendel Schneerson au poste de Rabbi, un an après la mort de son beau-père, le mouvement acquiert une importance sans précédent au sein du judaïsme orthodoxe. Sa politique conduit à la création d'institutions de Habad dans plus de 900 villes à travers le monde. Il inspire nombre de ses disciples à se consacrer entièrement à Habad en parlant de l'imminence de la rédemption messianique.

### Depuis la mort de Menachem Mendel Schneerson
La pensée développée par Menahem Mendel Schneerson vers la fin de sa vie est généralement interprétée comme une prétention à être lui-même le messie.
La conviction qu'il est le Messie, d'abord ouvertement professée par Shalom Dov Wolpo dans un livre de 1984, devient monnaie courante au sein du mouvement dans les années qui précèdent la mort de Schneerson.
Sa mort en 1994 conduit à une scission au sein du mouvement Habad entre les messianistes, qui croient que Schneerson est le Messie, et les anti-messianistes qui soit n'y croient pas, ou qui pensent que cela doit être une croyance privée. La fragmentation en deux camps rivaux n'entrave pas sérieusement les activités de Habad dans le monde. De nouveaux établissements continuent de s'ouvrir régulièrement. Cependant, l'absence d'autorité centrale du Rabbi suscite une controverse au sein du mouvement : les factions rivales se disputent le pouvoir et le contrôle des organisations. Depuis 2007, le répertoire Chabad répertorie plus de 1300 établissements sous leur contrôle dans 65 pays.

#### Doctrine du mouvement sous la direction de Menachem Mendel Schneerson
Menachem Mendel Schneerson s'efforce, dans ses écrits et conférences, de rassembler les opposés. Il essaie de réunir les aspects mondains du monde avec celui de la « piété ». Schneerson insiste sur le concept de la création d'une demeure pour Dieu dans ce monde. Il cherche à unir le monde moderne avec l'histoire du judaïsme. Il estime que le monde n'est pas en contradiction avec la Parole de Dieu. On doit l'adopter plutôt que le fuir.
Schneerson enseigne que la technologie moderne n'est pas en contradiction avec la spiritualité. Pour cette raison, Habad utilise les technologies modernes pour répandre le judaïsme et la pensée juive. Depuis leur création, Habad utilise la radio, puis la télévision, la transmission par satellite et Internet pour diffuser son message.

#### Rôle du Rabbi
Alors que la philosophie Habad de Liadi est de détourner l'attention des hassidim de l'idée d'un Rabbi intermédiaire, Schneerson va à l'encontre de cette position. Dans son premier sermon en tant que Rabbi, il décrit son beau-père, le sixième Rabbi, comme étant l'essence et le contenu de Dieu, vêtu d'un corps. Ceci est exprimé dans ses sermons recueillis dans le Likutei Sihot de manière rhétorique sous forme de question : « Comment peut-on soumettre une requête à un rabbin alors qu'on n'a pas le droit de parler à Dieu à travers un intermédiaire ? » Il note que, bien que cette réponse doive être originale, et ne se trouve pas dans d'autres sources hassidiques, il faut répondre qu'en vérité, « on ne peut pas poser de question sur l'intermédiaire [le Rebbe], car c'est l'essence de Dieu Lui-même qui s'est revêtue d'un corps humain (en yiddish : Atzmus u'mehus alein vi er hat zich areingeshtalt in a guf). »
Par ailleurs Schneerson écrit beaucoup de choses en ce sens, déduisant qu'il est permis de prier Dieu par l'intermédiaire d'un Rabbi. Il appelle cela Hitkashrout (notion de connexion). Il écrit:
"Une personne doit, de temps en temps, penser à soi et à sa situation personnelle, mais elle doit surtout penser à son Rabbi, savoir qu'il aide constamment ses mekusharim [ceux avec lesquels le Rabbi est lié, c'est-à-dire ses hassidim], et qu'il les guide à chaque instant."
Ainsi Schneerson contredit l'aspect central de la philosophie Habad. Alors qu'auparavant, elle diminuait la centralisation du Rabbi dans la vie du Hassid, ce que les adversaires des mouvements ont d'ailleurs le plus contesté, Schneerson élève le rôle du Rabbi à un nouveau niveau, qui de son propre aveu n'a jamais été atteint dans le judaïsme ou le hassidisme.
Dans d'autres domaines, Schneerson continue la voie de la philosophie Habad, en évitant l'obscurantisme excessif et en insistant sur l'étude de la Torah.
Schneerson développe l'idée d'un rabbi avec une « âme collective », qui lie disciples et Dieu. Schneerson écrit que le rôle d'un Rabbi est de développer les esprits et les cœurs et stimuler la foi de ses disciples.

#### Philosophie politique
Schneerson prend une position engagée au sujet du conflit israélo-arabe. Il soutient que toute concession territoriale sur une partie d'Israël met en danger la vie de tous les Juifs en Terre d'Israël et est donc interdite par la Halakha (loi juive). Il insiste sur le fait que tout pourparler en vue de ces concessions montre un signe de faiblesse qui encourage les attaques arabes, mettant ainsi en danger des vies juives.
En politique intérieure américaine, Schneerson soutient la participation du gouvernement dans l'éducation, salue la création du Département américain de l'éducation en 1980, mais insiste pour que le cadre de la mission éducative de l'école inculque aux enfants les valeurs religieuses inhérentes dans un cours sur les sept Lois noahides. Il appelle à l'introduction d'un moment de silence au début de la journée scolaire, pour encourager les étudiants à utiliser ce temps pour des pensées ou des prières.

#### Messianisme
Schneerson répète sans cesse qu'il faut accélérer la venue du Messie. Il ordonne à ses disciples de devenir actif dans le kirouv, le retour des Juifs non orthodoxes à l'orthodoxie. Son slogan devient oufaratzta (Genèse 28:14), un mot hébreu qui signifie tu diffuseras pour implorer ses partisans de rapprocher les temps messianiques en sauvant les âmes juives de la laïcité.

## Activités en cours

### Les adhérents
Habad est actuellement considéré comme le troisième ou le quatrième  mouvement hassidique de judaïsme orthodoxe pour ce qui est du nombre d'adhérents. Il y a plus de 200 000 adhérents au mouvement, et jusqu'à un million de juifs fréquentent les services Habad au moins une fois par an.

### Émissaires
À la suite de l'initiative du sixième Rabbi, Menachem Mendel Schneerson stimule la mise en place du shlihout (Servir comme émissaire [service de sensibilisation]) après avoir été nommé Rabbi en 1951. Les Shlouhim Habad (« émissaires », sing. Shaliah) voyagent dans le monde entier avec la mission déclarée de persuader les juifs non-pratiquants d'adopter la pratique juive orthodoxe. Ils aident les Juifs dans tous leurs besoins religieux. L'objectif affiché est d'encourager les Juifs à apprendre davantage sur leur patrimoine et à pratiquer le judaïsme.
Le mouvement, encouragé par Schneerson, forme et ordonne des milliers de rabbins, des éducateurs, des abatteurs rituels et des mohels, qui sont envoyés accompagnés de leurs conjointes à divers endroits du monde. Généralement, un jeune rabbin Loubavitch et sa femme, dans la vingtaine, avec un ou deux enfants, s'installent dans une nouvelle ville avec la volonté d'élever une famille et l'objectif de rapprocher les personnes juives du judaïsme tel que le Habad le conçoit, et d'encourager les gentils à adhérer aux sept Lois noahides.
L'un de ces émissaires est le tristement célèbre rabbin Gavriel Holtzberg et son épouse Rivka, assassinés en 2008 lors de l'attaque de la maison Habad de Bombay.

### Beth Habad
Un Beth Habad (Chabad House en anglais, en français Maison Habad) est un centre communautaire juif. C’est le point de départ de toutes les activités éducatives et sociales des émissaires (Shlouhim) Habad-Loubavitch, répondant aux besoins de la communauté juive tout entière, depuis ceux des plus jeunes enfants jusqu’à ceux de nos anciens. Souvent jusqu'à ce que la Communauté puisse soutenir la construction de sa propre maison Habad, le Chabad House se trouve au domicile du shaliah, le salon étant utilisé comme synagogue. Le terme Chabad House a son origine en Californie avec la création du premier centre de sensibilisation sur le campus de UCLA par le rabbin Shlomo Cunin.
Les centres sont informels dans leurs installation. Des efforts sont déployés pour fournir une atmosphère dans laquelle les non-observants ne se sentent pas intimidés par le contraste perçu entre leur manque de connaissance de la pratique juive et les connaissances de pointe des personnes qu'ils rencontrent.

### L'encouragement à effectuer une Mitzvah
Les Rabbis de Loubavitch lancent un appel à tous les Juifs pour inciter les non-pratiquants à adopter la pratique juive orthodoxe. L'enseignement fait partie du processus consistant à faire venir le Messie. Rabbi Menachem Mendel Schneerson lance un appel à tous les Juifs : « Même si vous n'êtes pas pleinement attachés à une vie de Torah, faites quelque chose. Commencez par une mitzvah, toute mitzvah. Sa valeur ne sera pas diminuée par le fait qu'il existe d'autres que vous qui ne sont pas prêts à la faire ».
Schneerson choisit dix Mitzvot (commandements) spécifiques qu'il juge idéal d'introduire dans la vie des juifs non-pratiquants. C'est ce qu'on appelle les Mivtzaim - qui signifie « campagnes » ou « efforts ». Ce sont :
1. L'allumage des bougies avant shabbat et les fêtes juives par des femmes et jeunes filles juives.
2. Le port des tefillin.
3. L'apposition d'une mezouzah.
4. l'étude régulière de la Torah.
5. La Tsedaka.
6. L'achat de livres juifs.
7. Manger Casher.
8. Être bon avec autrui.
9. Une éducation juive.
10. Le maintien des lois de la pureté familiale.

En outre, Schneerson propage la prise de conscience et la préparation à la venue du messie, conformément à sa philosophie. Il écrit sur la responsabilité de chaque juif de tendre la main à tout compatriote avec amour, implore que tous les juifs croient en la venue imminente du Messie, comme l'explique Maïmonide. Il fait valoir que la rédemption est fondée sur le fait que les Juifs font de bonnes actions, et que les gentils doivent être éduqués selon les lois noahides.
Il insiste sur la nécessité d'encourager et de fournir une solide éducation à tous les enfants, Juifs comme non-Juifs.

### Camps de vacances
Habad a mis en place un vaste réseau de camps à travers le monde, la plupart utilisant le nom de Gan Israël, un nom choisi par Menachem Mendel Schneerson. Le premier camp de vacances pour filles dans la communauté juive orthodoxe est mis en place sous le nom de Camp Emounah. Il existe 1 200 sites desservant 210 000 enfants, dont la plupart ne viennent pas de famille orthodoxes. 500 de ces camps se trouvent aux États-Unis,.

### Sur les campus
Ces dernières années, Habad a considérablement élargi son influence sur les campus universitaires. Les Centres Habad pour étudiants sont actifs sur plus de 100 campus, proposant un programme d'activités variées à 150 autres universités à travers le monde Le professeur Alan Dershowitz de la Faculté de droit de Harvard déclare que la présence de Habad sur les campus universitaires d'aujourd'hui est absolument cruciale, et Nous ne pouvons nous reposer jusqu'à ce que Habad soit sur tous les principaux campus du monde.

### Publications
Spécialisée dans la diffusion de littérature juive religieuse, la Kehot Publication Society est la maison d'édition de Habad. Elle traduit des livres en 12 langues et en fournit à prix abordable. Kehot distribue depuis toujours des livres, dont les auteurs sont les Rebbes de Loubavitch ou sur l'histoire du mouvement, ou encore sur la pratique du judaïsme rédigés par différents rabbins et auteurs.

### Internet
Le mouvement est très présent sur la toile. Chabad.org est le site officiel du mouvement Habad-Loubavitch international consacré à la diffusion du Judaïsme. Il ne sert pas seulement ses propres membres mais les Juifs dans le monde en général. Selon Alexa.com, Chabad.org est actuellement le principal site Web éducatif juif mondial.
Aujourd'hui, le Chabad Lubavitch Media Center, dirigé par le rabbin Zalman Shmotkin, soutient plus de 1 100 sites Web, dont le fleuron Chabad.org, les sites de vacances spécialisés et plus de 1 500 sites sur mesure pour les maisons locales Habad. Chabad.org a servi de modèle pour d'autres organisations juives, qui ont créé leurs propres sites éducatifs Web. Le site est traduit en cinq langues.

### Financement
Les fonds pour les activités d'un centre Habad reposent entièrement sur la communauté locale. Les centres ne reçoivent pas un financement du siège Loubavitch. Pour les opérations quotidiennes, les émissaires collectent des fonds eux-mêmes.

## Le mouvement dans le monde
Selon le répertoire du mouvement Habad, il y a actuellement environ 1 350 établissements Habad dans le monde. Il y a des émissaires Habad dans 165 pays à travers le monde. Aux États-Unis il y a plus de 600 établissements, 300 en Israël, 90 en Russie, 80 en France, 60 au Canada, 50 en Ukraine, 40 en Australie et 30 en Argentine, 30 au Brésil et 30 au Royaume-Uni. Il en existe environ 15 en Allemagne ainsi qu'en Afrique du Sud, environ 10 en Italie, en Autriche, en Biélorussie, en Belgique et en Hollande. Il y en a 6 en Chine et en Ouzbékistan, 5 en Thaïlande et au Kazakhstan. Il y en a 3 en Espagne et en Suède. 40 autres pays ont une présence réduite de Habad. Au total, en fonction de leur répertoire, Habad est présent dans 950 villes à travers le monde : 178 en Europe, 14 en Afrique, 200 en Israël, 400 en Amérique du Nord, 38 en Amérique du Sud, et environ 70 en Asie (sauf Israël, y compris la Russie.).

### Aux États-Unis

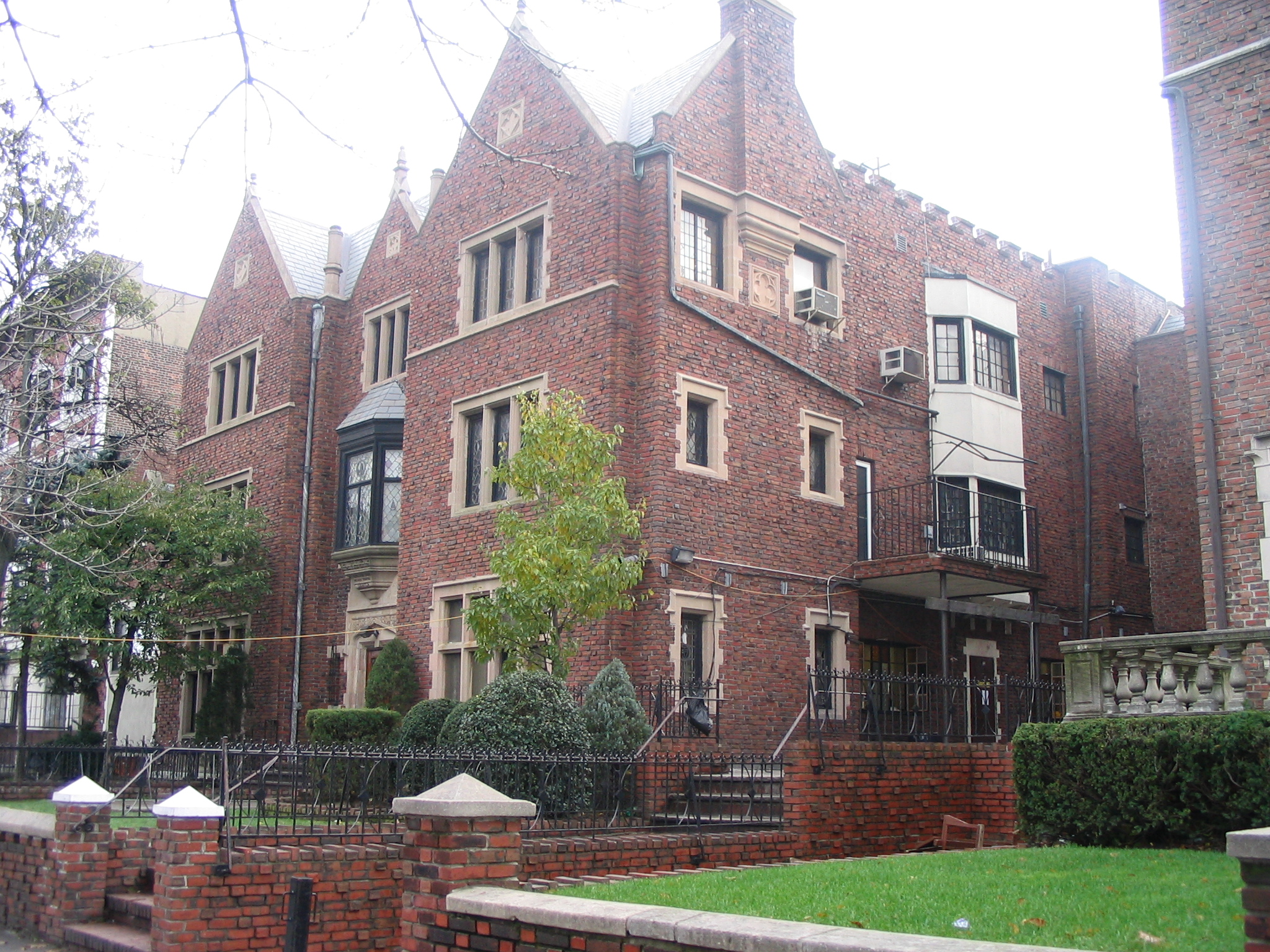
Le siège mondial Habad-Loubavitch est à Crown Heights

Le siège mondial Habad-Loubavitch est à Crown Heights, un quartier de Brooklyn, New York, plus précisément au 770 Eastern Parkway.

### En Israël
Habad - Loubavitch est activement impliqué dans la communauté juive en Terre sainte depuis 1776. Elle ramasse des fonds à travers l'Europe pour aider les habitants d'Israël qui sont en détresse financière. Ils sont à l'origine de la fondation de l'organisation caritative Colel Habad, fondée en 1788 par Shneur Zalman de Liadi.
Dans le temps du premier rabbi de Loubavitch, Rabbi Shneur Zalman, un groupe de hassidim Habad s'installe en Palestine ottomane. Ils vivent à Jérusalem, Tibériade et Jaffa.
En 1823 le Mittler Rabbi, exhorte les hassidims à déménager à Hébron.
En 1844, la fille du Mittler Rabbi, la Rebbetzin Menouha Rochel Slonim, quitte la Russie pour Hébron. Elle devient la matriarche de la communauté Habad en Palestine. Elle reçoit des hôtes dans sa maison qui devient connue sous le nom de Beit Schneersohn. Elle est enterrée dans le cimetière Habad de Hébron.
En 1878), Chaim Yisrael Merikado Romano, un riche négociant turc, construit une maison d'hôtes à Hébron.
En apprenant que la famille Romano est intéressée par la vente de Beit Romano, le rabbin Chaim Cheskia Medini, (Sede Hemed) suggère d'en acquérir la propriété au cinquième rabbi de Loubavitch, Sholom Dovber Schneersohn.
Ce dernier, surnommé le Rashab, pour qui Hébron est la capitale de Habad en Palestine, achète le bâtiment, et en 1912 La Yeshiva Torat Emeth est créé à Beth Romano sous la direction du Rabbin Shlomo Zalman Havlin.
Le mouvement Habad retourne dans la ville en 1967 après la Guerre des Six Jours.
La yeshiva Torat Emeth est aujourd'hui à Jérusalem.
Le Beth Din Rabbanei Habad (Tribunal rabbinique des rabbins de Habad), est, selon les directives de Menahem Mendel Schneersohn, l'organe suprême des Habad-Loubavitch en Israël. Son organe exécutif est le Tseirei Agoudath Habad (Jeunesse Loubavitch) dont l'essentiel consiste à organiser des camps d'été, ainsi que des centres aérés le samedi après-midi, pour les enfants du mouvement.
Pour les fêtes juives ils contribuent à des projets de service public tels que les Souccoth portables, l'allumage de bougies de Hanoukka, la lecture du Livre d'Esther à Pourim.
Ils administrent un réseau d'écoles primaires et secondaires, Yeshivot pour garçons et séminaires pour filles.
En Israël, il y a 230 maisons Chabad, de Nahariya, dans le nord à Eilat dans le sud. Ils envoient des équipes de volontaires pour examiner les mezouzah, organisent des cours de Torah, distribuent les bougies de Shabbat dans les hôpitaux, visitent les malades et personnes âgées, et aident à la réinsertion des détenus.
Les villes tenues par les Loubavitch sont Kfar Habad (fondée en 1948), Nahalat Har Habad à Kiryat Malachi (fondée en 1969) et Kiryat Chabad de Safed (1979). Elles sont les trois principales concentrations de Habad en Israël et constituent la base de nombreuses activités du mouvement.
Ils s'efforcent d'entretenir une présence dans l'armée et dans les institutions d'Israël afin d'encourager le plus grand nombre à se rapprocher de leur héritage.

### En France

#### Histoire
Les Loubavitch commencent à faire sentir leur influence en France après la Seconde Guerre mondiale.
En 1947, au lendemain de la Seconde Guerre mondiale, le précédent Rabbi de Lubavitch, Yossef Yitzchok Schneersohn, ouvrit à Paris le quartier général de ses activités d’outre-mer, couvrant alors l’Europe et l’Afrique du Nord, puis Israël. À sa tête, il plaça le Grand Rabbin Binyamin Gorodetzky. Celui-ci se pencha aussitôt sur les problèmes des familles de réfugiés de l’Europe de l’Est, qui affluaient alors, en provenance des camps de déportation. Il les installa à Paris et en région parisienne, leur procurant le bien-être matériel et religieux.
La relative crise des institutions juives françaises après la Shoah fut un terrain propice à l'interventionnisme et à l'expansion du mouvement.
À cette époque, dans une vingtaine de pays, on avait besoin d’être approvisionné en Matza Chemoura (galette de la Pâque) pour Pessa’h, en Arba Minim (quatre espèces) pour Souccoth, en Tsitsith (franges ou tresses façonnées au coin des vêtements, souvent retrouvées sur les bords du Châle de Prières - Talith), Tefillin (phylactères), livres de prière et rituels. Le Bureau Européen de Loubavitch à Paris gagna peu à peu le quasi-monopole dans ces marchandises et articles de culte.
Ce Bureau envoya en Irlande cinquante rabbins et cho’hatim (sacrificateurs rituels) pour une importante che’hita (abattage rituel) destinée à Israël. L'Irlande accueillit alors un séminaire de formation de cho’hatim sans précédent. De la génération de cho’hatim formée alors, nombreux sont ceux qui, à l’heure actuelle, comptent pour être parmi les meilleurs cho’hatim en fonction en France, en Angleterre et en Italie.
Le Bureau Européen du Rabbi de Lubavitch fonda ensuite une École de Sofrim (scribes). Toute une génération de scribes fut formée; ceux-ci sont encore tous en activité aujourd’hui en Israël et dans plusieurs pays. La remise en état de mille deux cents Sifré Torah (rouleaux de la Torah) que l’American Joint avait retrouvés en Allemagne, fut alors la réalisation la plus spectaculaire de cette École à ses débuts. Toutes les communautés d’Israël et d’Europe bénéficièrent de la distribution de ces mille deux cents Sifré Torah, remis en état. Une importante conséquence rituelle fut l'uniformisation des styles d'écriture des rouleaux de la Loi sur le modèle Loubavitch aux dépens des traditions locales et anciennes de chaque communauté.
Il a par la suite fondé, la Yéchiva Tom’hei Tmimim Lubavitch à Brunoy et l’école et séminaire de Beth Rivka pour les jeunes filles, à Yerres. Ces institutions ont été suivies par beaucoup d’autres.
À cette époque, le Bureau Européen envoya en mission vers de nombreux pays : Israël, l’Australie, la Scandinavie, la Turquie, l’Angleterre et l’Italie, des émissaires religieux. Le village de Na’halat Har ‘Habad en Israël, fondé par le Grand Rabbin Gorodetsky et celui célèbre de Kfar ‘Habad qui fut fondé en Israël par une centaine de familles envoyées de Paris.
De nombreuses institutions furent ouvertes en Afrique du Nord, faisant ingérence dans des communautés bimillénaires, et ce à la veille de leur émigration. Au Maroc, l'influence des écoles Loubavitch, dont l'action sociale (distribution de repas gratuits) visait les indigents, fut grande. En Tunisie également, la multiplication des écoles eut raison, par les mêmes procédés, du réseau consistorial et de l'Alliance Israélite Universelle. En Espagne, où une communauté constituée d'immigrants marocains commençait à se former, ils introduisirent leurs institutions à Madrid et Melilla sur l'initiative du grand Rabbin Gorodetsky et son bureau.
Le mouvement de jeunes rassemble pour des cours, des conférences et des réunions périodiques, des jeunes de tous âges et de toutes origines sociales. Ils disposent pour ces activités de plusieurs centres à Paris et en Île-de-France ainsi qu’en Province.
Les activités de ces centres rayonnent sur les alentours, souvent au gré de l’implantation des campus universitaires. Et c’est ainsi que dans ces mêmes centres, on assiste à l’émergence de groupes d’études pour adultes.
L’appui considérable apporté par le Bureau Européen de Lubavitch dans tous les domaines de l’éducation juive, Lubavitch ou non, apparaît dans la richesse des publications que le Bureau ne cessa de faire paraître. Depuis quarante-deux années, une revue « Conversations avec les Jeunes » apporte à des milliers de foyers francophones, en France et dans d’autres pays, les multiples facettes de ses rubriques de culture juive. De plus, toute une bibliothèque d’ouvrages, souvent traduits, ne cesse de s’enrichir, et dont on peut citer des titres tels que les « Pirké Avot » de Marcus Lehmann, le « Tanya », « Les Fêtes Juives », « Nos Prières », des livres pour les fêtes et une importante collection d’ouvrages d’intérêt historique.
Le 7e et dernier rabbi de Loubavitch, Rabbi Menachem Mendel Schneerson séjourne en France de 1933 à 1941, où il enseigne à l'oratoire du 17 rue des Rosiers (qui existe toujours), au Pletzl, à Paris. Il effectue un dernier voyage à Paris au printemps 1947. Il parle français et a un attachement particulier pour la France. En novembre 1991, dans une siha célèbre prononcée à l’occasion de la Paracha Vayichlah, le rabbi de Loubavitch explique de quelle manière le projet divin prend place. Outre que la valeur numérique du mot Tsarfat (France) équivaut à 770, les lettres qui le composent forment dans un ordre différent le mot « Faratsta ». Un vocable qui renvoie au verset « Oufaratsta – Tu t’étendras avec force vers l’ouest, vers l’est, vers le nord et vers le sud ».
Ce pont jeté entre Crown Heights et la France s'est traduit dans l’esprit du mouvement Loubavitch par un activisme tous azimuts, censé rapprocher les Juifs de la Torah.

#### Les Loubavitch aujourd'hui
Le hassidisme de Loubavitch est le mouvement hassidique le mieux implanté en France. Il y aurait environ 40 000 Loubavitch en France.
Bien que le mouvement soit d'origine ashkénaze, il fait ses recrues essentiellement au sein des juifs d'origine séfarade arrivés d'Afrique du nord après l'indépendance des pays du Maghreb, à l'image de la communauté juive en France dans son ensemble.
Lubavitch compte aujourd’hui plus de soixante-dix institutions à travers la France, le Maroc et la Tunisie, comprenant des écoles pouvant recevoir plus de huit mille enfants, et des centres communautaires Habad Lubavitch dans toutes les principales villes de France.
Les émissaires du mouvement ont mis en place un vaste réseau éducatif et socio-culturel : ils s'efforcent de gagner à leur cause et leur mouvement les français de confession juive dont la conscience religieuse est faible.
Contrairement aux autres groupes hassidiques, les Loubavitch ne s'opposent en général pas totalement à la modernité.

### En Ex-URSS et en Pologne
La Russie est le berceau du mouvement Habad-Loubavitch. De Liozna à Liadi, de Loubavitch à Aditch, le Habad a laissé sa trace[style à revoir].
Au début du XXe siècle les émissaires du "Rashab", se rendent dans tous les coins reculés de l'Empire russe pour raviver le judaïsme auprès des descendants des Cantonistes. Les juifs de Turkménistan, Kazakhstan, Kirghizistan, Tadjikistan et d'Ouzbékistan sont régulièrement visités par ces émissaires.
La Première Guerre mondiale jette les communautés juives d'Europe de l'Est dans le chaos. La guerre déplace des populations entières et bouleverse le système d'enseignement traditionnel. Là-dessus arrivent la révolution bolchévique puis l'époque stalinienne, pendant lesquelles les Juifs pratiquants sont persécutés, arrêtés, déportés, torturés et fusillés. Le respect du Shabbat et de la Cacherouth devient impossible. Les organisations communautaires recommandent de quitter le pays à la première occasion.
Toutefois, la dynastie Habad est étroitement liée aux Juifs de Russie. Le sixième rabbi, Yossef Yitzchok Schneerson (1880-1950), aurait dit à un officier de police : "Les Schneersonim ne fuient pas les obstacles". Il commence à construire un vaste réseau d'institutions clandestines à travers la Russie: des bains rituels, synagogues et maisons d'études.
Sous le régime communiste, des centaines de partisans actifs sont exécutés. Des milliers d'autres sont arrêtés et envoyés en Sibérie pendant de nombreuses années de travaux forcés. En 1927, Yossef Yitzchok Schneerson est arrêté et condamné à mort. À la suite de différentes interventions, il est gracié mais exilé de Russie.
La présence Habad en Russie ne s'arrête pas avec l'exil forcé du maître spirituel. Dès 1950, son gendre Menahem Mendel, envoie des couples en URSS, prétendument touristes. Les émissaires apprennent par cœur des centaines de noms et d'adresses pour éviter de les dévoiler. Ils arrivent en Russie pour deux semaines, chargés de charcuterie casher et des livres juifs, encourageant secrètement les juifs russes à pratiquer le judaïsme. L'aide humanitaire des émissaires touche des milliers de Juifs dans les villes et villages à travers l'URSS.
En 1989, avec la chute du communisme, le chef du mouvement délègue ses émissaires pour diffuser le mouvement. Des écoles, des synagogues, des bains rituels et des centres communautaires réapparaissent l'un après l'autre.
Aujourd'hui, pratiquement chaque communauté juive en Ex-URSS a une représentation active du mouvement. Soupes populaires pour les nécessiteux, jardins d'enfants, écoles et institutions d'enseignement, apparaissent ouvertement, là où ils ont dû se cacher pendant des décennies.

#### En Russie
À l'heure actuelle, le mouvement Habad en Russie, est dirigé par le rabbin Berel Lazar, désigné par l'Organisation FJCR (Fédération des communautés juives de Russie). Le rabbin Aaron Gourevitch, émissaire Loubavitch en Russie, est l'aumônier juif en chef de l'armée russe et des prisons. Il a récemment inauguré la première synagogue dans une prison de Russie. Les organisations Habad envoient de la nourriture casher et des livres aux détenus juifs dans toute la Russie.

#### Au Kazakhstan
Depuis 1994, le Grand Rabbin du Kazakhstan, Yeshaya Elazar Cohen est l'émissaire Loubavitch au Kazakhstan. Il a rallié au mouvement Habad les communautés juives d'Almaty, Ust-Kamenogorsk, Pavlodar, Astana et Kostanaï. Aujourd'hui, dans chacune de ces villes, il y a des centres communautaires, un réseau de synagogues, mikvé, des institutions éducatives et la fourniture des produits cashers.

#### En Pologne
Le seul endroit sans présence de Chabad pendant 60 ans était le pays, autrefois florissant pour des millions de Juifs : la Pologne.
On pensait qu'il restait peu de juifs en Pologne après la Shoah et la persécution par le régime communiste. Lorsqu'on demande au Rabbi de désigner un envoyé (Shaliach) en Pologne en 1989, il refuse, disant que la communauté juive de Pologne ne doit pas être rétablie, après tant de souffrances.
Cela ne veut pas dire que Chabad n'avait pas une certaine présence (officieuse) en Pologne. Des étudiants de Habad vivaient en Pologne. Il y avait des enseignants de formation Habad à Varsovie, travaillant à la Fondation Ronald S. Lauder. Quand on leur demande comment justifier leur présence en Pologne à la lumière de la déclaration du Rabbi, ils répondent: "Le Rabbi parlait d'envoyés (Shluchim) permanents, et non ceux qui sont là pour une courte période."
La raison en était la culpabilité larvée[non neutre] du mouvement dans l'extermination presque totale des juifs de Pologne : en effet, les institutions Loubavitch, présentes en nombre avant la guerre en Pologne, avaient exhorté les communautés à rester sur place, décourageant par tous les moyens l'émigration vers l'Amérique, la France ou la Palestine. Le Habad, comme beaucoup d'autres mouvements hassidiques, est en partie responsable de l'effectivité de la destruction du judaïsme polonais[réf. nécessaire].
C'est en 2005 que la situation change. Avec l'arrivée du rabbin Shalom Stambler et l'établissement du Beit Habad de Varsovie, Habad est officiellement partie intégrante de la communauté juive de Pologne.
Habad sert la communauté juive de Pologne par ses étudiants rabbins qui viennent à intervalles réguliers tout au long de l'année. "Nos étudiants rabbins, commencent à visiter la Pologne avec la bénédiction du Rabbi en 1990", affirme le rabbin Moshe Kotlarsky, Vice-Président du Merkos Inyonei L'Chinuch, et "fournissent un service essentiel pour les Juifs de la région."
Une variété de facteurs dont la croissance de la population juive de la Pologne estimée à 10 000, selon les chiffres du recensement, ou le double selon Stambler, a contribué à la décision de Loubavitch d'intensifier ses activités sur place. La Pologne a rejoint l'Union européenne en 2009, le pays est devenu de plus en plus ouvert aux échanges et aux influences occidentales. Une nouvelle génération juive polonaise retrouve ses racines juives avec curiosité et intérêt.
Le Conseil central de Loubavitch a "examiné attentivement les instructions du Rabbi à cet égard", a déclaré le rabbin Yehuda Krinsky, président de la division des services éducatifs et sociaux de Loubavitch. Le Rabbi Krinsky se réfère à l'avis du Rabbi à plusieurs militants réunis avec lui en 1990 concernant la population juive en Pologne. Il préconise l'envoi "d'instructeurs, d'enseignants et de leaders afin d'éduquer les Juifs en Pologne, et leur fournir des possibilités de vie juive". Dans un discours public le 1er juin 1991, le Rabbi affirme que le climat de paix en Pologne doit être utilisé au bénéfice de la communauté juive locale, en fournissant "des rabbins et des enseignants pour permettre aux Juifs en Pologne de retourner à leurs racines."
Les émissaires Chabad et les 10 étudiants rabbins de la Yeshiva Loubavitch nouvellement formée à Varsovie, doivent aider à combler le manque de "formateurs, enseignants et animateurs" pour répondre à l'appel du Rabbi.
S'appuyant sur les bases jetées par les étudiants rabbins en visite, qui, au fil des ans, ont développé une importante base de données avec les noms des Juifs dispersés à travers les villes et villages de Pologne, a expliqué le rabbin Stambler, "les élèves de la Yeshiva de Chabad nouvellement arrivés vont dans différentes lieux chaque semaine, rencontrer les gens et organiser les services de Shabbat et des fêtes."
Stambler et sa femme sont au cœur d'une renaissance juive en Pologne. Leurs activités incluent des classes d'étude de la Torah, les célébrations de Shabbat, une école du dimanche, un jardin d'enfants, des rencontres sociales pour les divers groupes d'âges. Des organisations comme la Fondation Lauder ont œuvré pendant des années dans la région pour rétablir la communauté juive polonaise après la Shoah.
Selon Meir Stambler, un homme d'affaires de Habad qui voyage souvent à Varsovie - avec son père et son partenaire, Zalman - la nécessité d'activités juives ne cesse de croître. Les Stambler - incluant le frère cadet, Shalom Ber - se réunissent et étudient avec des personnes lors de voyages à Varsovie, et accueillent des gens pour Shabbat et les fêtes. Leurs activités, au début sur une petite échelle, sont devenues de plus en plus populaires avec un nombre croissant de participants.
"À bien des égards la communauté juive polonaise est encore dans la clandestinité", affirme David Tennenbaum, un survivant de la Shoah en Pologne qui vit actuellement aux Queens, New York.
"Beaucoup de Juifs ici, craignant encore l'antisémitisme, veulent être Polonais, et rien de plus. D'autres ont tenté de faire revivre la vie juive, sans succès. Mais les activités Habad sont uniques. Je n'ai pas vu un tel mouvement juif ici depuis la guerre."
Avec le soutien généreux de la Fondation de la famille Rohr, M. Joseph Neumann de New York, et les Stambler, Chabad offre aux Juifs en Pologne un potentiel pour la croissance juive. Le nouveau centre comprend une bibliothèque, des salles d'études et un restaurant casher - une évolution particulièrement bienvenue pour les hommes d'affaires juifs et les voyageurs, au nombre d'environ 20 000 chaque année.
"La chose la plus incroyable, c'est le retour de Juifs qui ont vécu toute leur vie à ignorer, ou soigneusement cacher, leur judaïsme », dit Stambler. Il cite des exemples remarquables: l'ancien ministre polonais des Affaires étrangères et l'épouse de l'ancien maire de Varsovie, qui récemment découvrent qu'ils sont juifs. "Avec le développement de la conscience juive, beaucoup commencent à sortir de l'anonymat, pour ainsi dire, et incluent le judaïsme dans leur vie", dit-il.
Il existe deux centres Habad en Pologne:
- À Varsovie, il y a une synagogue, une bibliothèque, une mikvé, un restaurant et un salon au 19 Słomińskiego, en face du centre commercial Arkadia. Il y des minyanim quotidiens, des classes. Le restaurant sert le petit déjeuner, le déjeuner et le dîner, mais les gens sont priés de faire une réservation deux jours à l'avance, surtout pendant la saison morte.

- L'autre centre Habad est à Cracovie et se situe dans la Synagogue Isaac dans le quartier juif connu sous le nom de Kazimierz. Le centre propose des cours et a un magasin casher et un centre d'information. Il y a des plats casher disponible à un hôtel voisin sous la supervision de Chabad.

Preuve de la popularité de Habad en Pologne, le rabbin Stambler a été invité durant Hanoukka en 2009 à allumer une Menorah au Parlement polonais. Une Menorah pour le grand public a également été allumée dans le parc situé dans le centre de Varsovie, semblable à ceux qui portent le flamme à travers le monde.

### En Inde
Il y a plusieurs centres Habad-Loubavitch en Inde, essentiellement dans les villes suivantes :
- Goa
- Bangalore
- Manali
- Bombay
- Pune

Le centre Habad de Bombay est une des cibles principales des attaques de novembre 2008 à Bombay.
Novembre 2008 - Le rabbin Noah Gabriel (29 ans) et sa femme Rivka (28 ans) Holzberg, les émissaires de Habad à Mumbai, en Inde, sont tués au cours d'une attaque terroriste de grande ampleur, qui a tué plus de 170 personnes (avec 294 blessés), dont au moins 6 Juifs.
Rivka est retrouvée couverte par un Tallit, que son mari a probablement drapé sur le corps. Selon les médecins, elle a été tuée au début du siège. Le rabbin Noah est retrouvé dans l'un des étages supérieurs du bâtiment, ainsi que deux autres victimes, le rabbin Leib Taitelbaum et le rabbin Benzion Korman avec un livre de Thora ouvert. Selon les médecins, ils ont été tués peu avant la libération par des commandos du GFN.
En février 2010, un attentat dans la ville de Pune, au restaurant "Boulangerie allemande-German Bakery" situé à proximité du "Chabad House", tue neuf personnes.
Selon les autorités le Chabad House est la cible des terroristes.

## Coutumes
Le mouvement Habad a des minhagim (des « coutumes ») spécifiques qui le distinguent des autres groupes hassidiques. Par exemple, ils ne portent pas les chapeaux de fourrure commun aux hassidim entre autres. Jusqu'aux années 1950, la plupart portent la kasket russe. De nos jours, la plupart portent un chapeau noir en feutre. Presque tous les Américains loubavitch prononcent l'hébreu selon le dialecte lituanien. Cependant, de nombreux Loubavitch israéliens et français prononcent l'hébreu selon le dialecte de l'hébreu moderne israélien. Leur livre de prière s'appelle "Tehilat Hashem" et son rite est inspiré du rite sfard inventé par le Ari Zal. Comme beaucoup d'autres groupes hassidiques, Habad attache une importance au nigounim hassidiques, en l'occurrence ici de Habad,.